# 第53回ダヴィッド・ディ・ドナテッロ賞
第53回ダヴィッド・ディ・ドナテッロ賞（だい53かいダヴィッド・ディ・ドナテッロしょう）の授賞式は、2008年4月18日にローマで行われた。
今回よりメイクアップ賞部門とヘアスタイリスト賞部門が新設された。
ノミネートは2008年3月20日に発表された。『クワイエット・カオス　〜パパが待つ公園で』最多18件のノミネートを獲得し、『湖のほとりで』が同賞史上最多となる10部門で受賞した。

## 受賞とノミネート一覧
太字が受賞者。

### 作品賞
- 湖のほとりで La ragazza del lago（監督：アンドレア・モライヨーリ）
- クワイエット・カオス　～パパが待つ公園で Caos calmo（監督：アントネッロ・グリマルディ）
- 日々と雲行き Giorni e nuvole（監督：シルヴィオ・ソルディーニ）
- まなざしの長さをはかって La giusta distanza（監督：カルロ・マッツァクラーティ）
- Il vento fa il suo giro（監督：ジョルジョ・ディリッティ）

### 監督賞
- アンドレア・モライヨーリ（『湖のほとりで』）
- クリスティーナ・コメンチーニ（『Bianco e nero』）
- アントネッロ・グリマルディ（『クワイエット・カオス　〜パパが待つ公園で』）
- カルロ・マッツァクラーティ（『まなざしの長さをはかって』）
- シルヴィオ・ソルディーニ（『日々と雲行き』）

### 新人監督賞
- アンドレア・モライヨーリ（『湖のほとりで』）
- ファブリツィオ・ベンティヴォリオ（『よせよせ、ジョニー』[1]）
- ジョルジョ・ディリッティ（『Il vento fa il suo giro』）
- マルコ・マルターニ（『Cemento armato』）
- シルヴィオ・ムッチーノ（『Parlami d'amore』）

### 脚本賞
- サンドロ・ペトラリア（『湖のほとりで』）
- ナンニ・モレッティ、ラウラ・パオルッチ、フランチェスコ・ピッコロ（『クワイエット・カオス　〜パパが待つ公園で』）
- ドリアーナ・レオンデフ、フランチェスコ・ピッコロ、フェデリーカ・ポントレモーリ、シルヴィオ・ソルディーニ（『日々と雲行き』）
- ドリアーナ・レオンデフ、カルロ・マッツァクラーティ、マルコ・ペッテネッロ、クラウディオ・ピエルサンティ（『まなざしの長さをはかって』）
- ジョルジョ・ディリッティ、フレド・ヴァッラ（『Il vento fa il suo giro』）

### プロデューサー賞
- ニコラ・ジュリアーノ、フランチェスカ・チーマ（『湖のほとりで』）
- ドメニコ・プロカッチ（『クワイエット・カオス　〜パパが待つ公園で』）
- リオネッロ・チェッリ（『日々と雲行き』）
- アンドレア・オッキピンティ、ジャンルーカ・アルコピント（『ソネタウラ -"樹の音"の物語』[1]）
- シモン・バキーニ、マリオ・ケメッロ、ジョルジョ・ディリッティ（『Il vento fa il suo giro』）

### 主演女優賞
- マルゲリータ・ブイ（『日々と雲行き』）
- アンナ・ボナイウート（『湖のほとりで』）
- アントニア・リスコヴァ（『あたたかな場所』）
- ヴァレンティナ・ロドヴィーニ（『まなざしの長さをはかって』）
- ヴァレリア・ソラリーノ（『Signorina Effe』）

### 主演男優賞
- トニ・セルヴィッロ（『湖のほとりで』）
- アントニオ・アルバネーゼ（『日々と雲行き』）
- ランド・ブッツァンカ （『副王家の一族』[2]）
- ナンニ・モレッティ（『クワイエット・カオス　〜パパが待つ公園で』）
- キム・ロッシ・スチュアート（『Piano, solo』）

### 助演女優賞
- アルバ・ロルヴァケル（『日々と雲行き』）
- パオラ・コルテッレージ（『Piano, solo』）
- カロリーナ・クレシェンティーニ（『Parlami d'amore』）
- イザベッラ・フェラーリ（『クワイエット・カオス　〜パパが待つ公園で』）
- ヴァレリア・ゴリーノ（『クワイエット・カオス　〜パパが待つ公園で』）
- サブリナ・インパッチャトーレ（『Signorina Effe』）

### 助演男優賞
- アレッサンドロ・ガスマン（『クワイエット・カオス　〜パパが待つ公園で』）
- ジュゼッペ・バッティストン（『日々と雲行き』）
- ファブリツィオ・ジフーニ（『湖のほとりで』）
- アメッド・ヘフィアン（『まなざしの長さをはかって』）
- ウンベルト・オルシーニ（『Il mattino ha l'oro in bocca』）

### 撮影監督賞
- ラミロ・チヴィータ（『湖のほとりで』）
- ルカ・ビガッツィ（『まなざしの長さをはかって』）
- マウリツィオ・カルヴェージ（『副王家の一族』）
- アルナルド・カティナーリ（『Parlami d'amore』）
- アレッサンドロ・ペッシ（『クワイエット・カオス　〜パパが待つ公園で』）

### 作曲賞
- パオロ・ブォンヴィーノ（『クワイエット・カオス　〜パパが待つ公園で』）
- レレ・マルキテッリ（『Piano, solo』）
- ファウスト・メゾレッラ（『よせよせ、ジョニー』）
- テオ・テアルド（『湖のほとりで』）
- ジョヴァンニ・ヴェノスタ（『日々と雲行き』）

### オリジナル歌曲賞
- L'amore trasparente - 作：イヴァーノ・フォッサーティ（『クワイエット・カオス　〜パパが待つ公園で』）
- Senza fiato - 作：パオロ・ブォンヴィーノ（『Cemento armato』）
- Amore fermati - 作：Bernardino Zapponi, Gorni Kramer, Italo Terzoli（『よせよせ、ジョニー』）
- L'arrivo a Milano - 作：ピノ・ドナッジョ（『Milano Palermo - Il ritorno』）
- Tear Down These Houses - 作：Skin、アンドレア・グエッラ（『Parlami d'amore』）
- La rabbia - 作：ルイス・バカロフ（『La rabbia』）

### 美術賞
- フランチェスコ・フリジェーリ（『副王家の一族』）
- パオラ・ビッツァーリ（『日々と雲行き』）
- ジャーダ・カラブリア（『クワイエット・カオス　〜パパが待つ公園で』）
- アレッサンドラ・ムーラ（『湖のほとりで』）
- トニーノ・ゼーラ（『Hotel Meina』）

### 衣装デザイン賞
- ミレーナ・カノネロ（『副王家の一族』）
- オルテンシア・デ・フランチェスコ（『よせよせ、ジョニー』）
- カティア・ドットーリ（『Hotel Meina』）
- マウリツィオ・ミッレノッティ（『Parlami d'amore』）
- シルヴィア・ネビオーロ、パトリツィア・マッツォン（『日々と雲行き』）
- アレッサンドラ・トエスカ（『クワイエット・カオス　〜パパが待つ公園で』）

### メイクアップ賞
- ジーノ・タマニーニ（『副王家の一族』）
- マルティナス・コッス（『Come tu mi vuoi』）
- ジャンフランコ・メカッチ（『クワイエット・カオス　〜パパが待つ公園で』）
- フェルナンダ・ペレス（『湖のほとりで』）
- エスメ・シャローニ（『日々と雲行き』）

### ヘアスタイリスト賞
- マリア・テレーザ・コリドーニ（『副王家の一族』）
- アルディナ・ゴヴェルナトーリ（『日々と雲行き』）
- ジョジョ・グレゴリーニ（『Scusa ma ti chiamo amore』）
- フェルディナンド・メロッラ（『Hotel Meina』）
- シャリム・サバティーニ（『クワイエット・カオス　〜パパが待つ公園で』）

### 編集賞
- ジョジョ・フランキーニ（『湖のほとりで』）
- パオロ・コッティニョーラ（『まなざしの長さをはかって』）
- カルロッタ・クリスティアーニ（『日々と雲行き』）
- エドアルド・クレスポ、ジョルジョ・ディリッティ（『Il vento fa il suo giro』）
- アンジェロ・ニコリーニ（『クワイエット・カオス　〜パパが待つ公園で』）

### 録音賞
- アレッサンドロ・ザノン（『湖のほとりで』）
- ガエターノ・カリート（『クワイエット・カオス　〜パパが待つ公園で』）
- フランソワ・ミュジー（『日々と雲行き』）
- ブルーノ・プッパロ（『Bianco e nero』）
- レーモ・ウゴリネッリ（『まなざしの長さをはかって』）

### 特殊視覚効果賞
- パオラ・トリゾリオ、ステファノ・マリノーニ（Visualogie）（『湖のほとりで』）
- Proxima（『クワイエット・カオス　〜パパが待つ公園で』）
- Marbea（『Cemento armato』）
- リー・ウィルソン（『サスペリア・テルザ　最後の魔女』）
- コッラード・ヴィルジリオ、ヴィンチェンツォ・ニスコ（『Il segreto del regno perduto』）

### 長編ドキュメンタリー賞
- Madri（監督：バーバラ・クピスティ）
- Centravanti nato（監督：ジャンクラウディオ・グイドゥッチ）
- La minaccia（監督：シルヴィア・ルーズィ、ルカ・ベッリーノ）
- Il passaggio della linea（監督：ピエトロ・マルチェッロ）
- Vogliamo anche le rose（監督：アリーナ・マラッツィ）

### 短編映画賞
- たまご Uova（監督：アレッサンドロ・チェッリ）
- Adil & Yusuf（監督：クラウディオ・ノーチェ）
- Il bambino di Carla（監督：エマヌエーラ・ロッシ）
- Ora che Marlene（監督：ジョヴァンナ・ナザレーナ・シルヴェストリ）
- Tramondo（監督：ジャコモ・アニェッティ、ダヴィデ・バッツァーリ）

### EU映画賞
- やわらかい手（監督：サム・ガルバルスキ）
- 4ヶ月、3週と2日（監督：クリスティアン・ムンジウ）
- クスクス粒の秘密（監督：アブデラティフ・ケシシュ）
- エリザベス：ゴールデン・エイジ（監督：シェーカル・カプール）
- 潜水服は蝶の夢を見る（監督：ジュリアン・シュナーベル）

### 外国映画賞
- ノーカントリー（監督：ジョエル＆イーサン・コーエン）
- アクロス・ザ・ユニバース（監督：ジュリー・テイモア）
- イントゥ・ザ・ワイルド（監督：ショーン・ペン）
- 告発のとき（監督：ポール・ハギス）
- ゼア・ウィル・ビー・ブラッド（監督：ポール・トーマス・アンダーソン）

### ヤング・ダヴィッド賞
- Parlami d'amore（監督：シルヴィオ・ムッチーノ）
- まなざしの長さをはかって La giusta distanza（監督：カルロ・マッツァクラーティ）
- Lezioni di cioccolato（監督：クラウディオ・クペッリーニ）
- Piano, solo（監督：リッカルド・ミラーニ）
- 副王家の一族 I Vicerè（監督：ロベルト・ファエンツァ）

### ダヴィッド特別賞
- カルロ・ヴェルドーネ
- ルイジ・マーニ
- ガブリエーレ・ムッチーノ